# Вытрезвитель

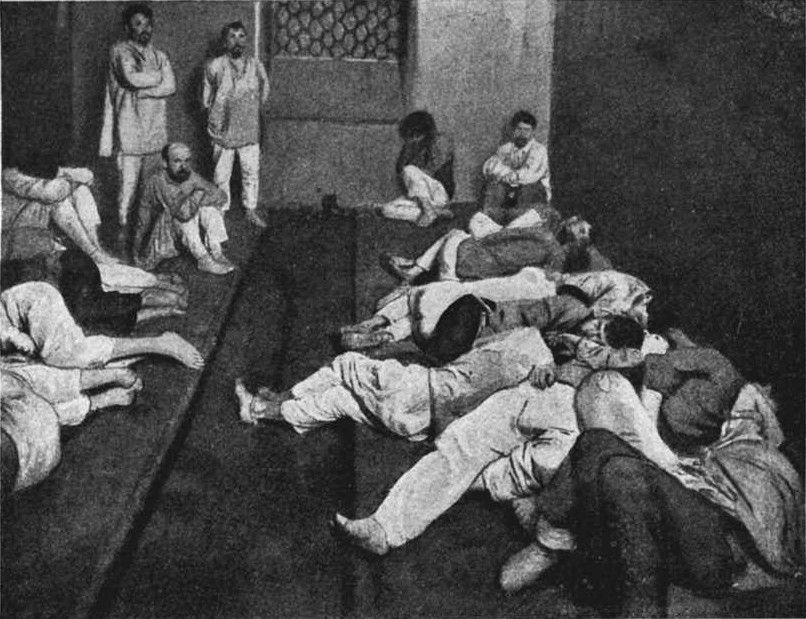
Камера для вытрезвления при Московской части Петербурга. Фотография до 1914 года

Вытрезви́тель — учреждение, ставящее своей целью содержание лиц, находящихся в состоянии средней степени алкогольного опьянения, вплоть до их вытрезвления. Могут быть как медицинскими (элемент системы здравоохранения), так и полицейскими (элемент системы органов внутренних дел). 
Медицинские вытрезвители появились в первые годы XX века в царской России. Сохранив название медицинских, в советское время вытрезвители превратились в подразделение милиции. Учреждения для вытрезвления пьяных (как правило, негосударственные) существуют и в некоторых современных западных государствах.

## История
Первые медицинские вытрезвители с амбулаториями появились в 1902—1903 гг. в Киеве, Саратове, Ярославле. К примеру, небольшой ярославский приют был учреждён в 1902 году и заработал 10 сентября 1903 года.
Более масштабный, двухэтажный «приют для опьяневших» открылся 7 ноября 1904 года в Туле. Организовал тульский приют врач Фёдор Сергеевич Архангельский. Инициативу Архангельского поддержала городская дума, а содержался он за счет городской казны. Основной целью приюта было спасение замерзающих под забором тульских оружейников («дать бесплатное помещение, уход и медицинскую помощь тем лицам, которые будут подбираемы чинами полиции или иным способом на улицах города Тулы в тяжёлом и бесчувственно пьяном виде и которые будут нуждаться в медицинской помощи»). На открытии приюта Архангельский произнес речь, выдвинув задачу борьбы с алкоголизмом, приводящим «к вырождению населения, к экономическому разорению и нравственной порче пораженного им населения». Приют состоял из двух отделений: амбулатории для алкоголиков и приюта для детей пьющих родителей. В штате приюта были фельдшер и кучер, который ездил по городу и подбирал пьяных. В среднем пребывание в заведении продолжалось 1,8 дня.
К началу Первой мировой войны «убежища для алкоголиков» и подобные медицинские учреждения для вытрезвления существовали во многих губернских городах Российской империи. Помимо медицинских вытрезвителей, при полицейских участках повсеместно существовали общие камеры для вытрезвления. Так, в 1913 году при полицейских участках Петербурга было «вытрезвлено» 64 119 человек.
Практика принудительного вытрезвления была реанимирована в СССР в 1930-е годы. Первый советский вытрезвитель (с характерным сочетанием медицинских и полицейских функций) открылся 14 ноября 1931 года по адресу: г. Ленинград, ул. Марата, дом № 79. Приказом наркома внутренних дел СССР Л. П. Берии от 4 марта 1940 года № 00298 медицинские вытрезвители были выведены из ведения Наркомата здравоохранения и подчинены НКВД; с тех пор они были встроены в структуру органов внутренних дел.
Первый медицинский вытрезвитель за пределами СССР открылся 15 мая 1951 года при пражской больнице «У Аполинария». Его основатель — чешский врач Ярослав Скала — всю свою жизнь занимался лечением алкогольной зависимости. На пике развития этой системы в Чехословакии действовало не менее 63 вытрезвителей. Практика принудительного вытрезвления была также позаимствована в Польше и Швеции.

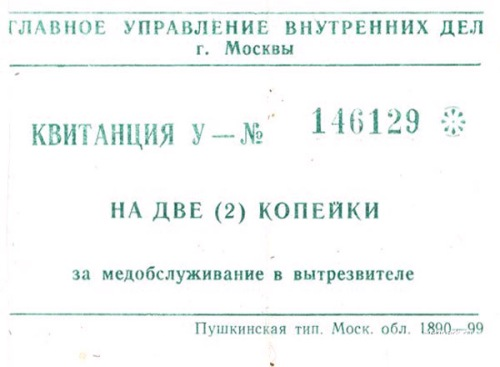
Квитанция за медобслуживание в вытрезвителе

В 1985 году в рамках антиалкогольной кампании Президиум Верховного совета СССР принял постановление под названием «Об усилении борьбы с пьянством», которым регламентировал правовые основы работы вытрезвителей. Лица по подозрению на нахождение в состоянии алкогольного опьянения должны были доставляться в вытрезвитель сотрудниками органов внутренних дел, по прибытии — осматриваться фельдшерами. При признании лица находящимся в состоянии алкогольного опьянения средней степени, требующем вытрезвления, производилось его задержание до момента вытрезвления. Лица, находящиеся в состоянии тяжёлого алкогольного опьянения, алкогольной коме, подлежали доставке не в вытрезвители, а в медицинские учреждения (больницы), где чаще всего госпитализировались в отделения реанимации и интенсивной терапии.

### Критика вытрезвителей
В постсоветское время система вытрезвителей подвергалась критике за многочисленные злоупотребления со стороны милиции и сотрудников. Отмечалось, что как в процессе задержания, так и внутри самого вытрезвителя граждане подвергаются существенному риску ограбления и избиения со стороны работников правоохранительных органов:
После проведённого работниками вытрезвителя медосмотра сотрудники ППС повели задержанного в одну из палат, при этом по дороге сам задержанный отрицал, что он пьян. Тогда Дондушпан повалил задержанного на пол и стал бить его ногами в живот. Оспакай удерживал избиваемого за руку. В итоге мужчина получил тяжкий вред здоровью в виде тупой травмы живота с двумя разрывами печени и ушибами слепой кишки.
В постсоветских странах было множество случаев, когда сотрудники милиции «для плана» или чтобы обобрать забирали людей в состоянии легкой степени опьянения, спокойно идущих домой, и присылали позорящее и портящее карьеру сообщение о задержании по месту работы, а при протесте избивали их. Порой издевательства в вытрезвителях или во время задержания пьяных милицией заканчивались смертью жертвы, например, см. Убийство на «Ждановской».
Обращалось внимание, что медицинская функция вытрезвителей по факту была подменена карательной. В 1992 году руководство российскими вытрезвителями формально было передано Министерству здравоохранения, однако коренным образом ситуацию это не изменило.

### Закрытие вытрезвителей в России и на Украине
В России с середины 1990-х годов наблюдался процесс сокращения числа вытрезвителей; к октябрю 2011 года были закрыты все вытрезвители на территории страны. На Украине решение о нецелесообразности вытрезвителей было принято ещё раньше и оформлено постановлением Кабинета Министров Украины от 9 августа 1999 года № 1451. Все украинские вытрезвители подлежали закрытию к 1 января 2000 года. Таким образом, функция вытрезвления граждан была целиком возложена на стандартные медицинские учреждения. После 2011 года вытрезвители на постсоветском пространстве сохранились в Белоруссии, Казахстане, Приднестровье.
Ликвидация российских вытрезвителей вызвала волну критики — как со стороны ревнителей общественного порядка, недовольных количеством агрессивно настроенных пьяных на улицах, так и со стороны сотрудников системы здравоохранения. Последнее связано с тем, что в отсутствие вытрезвителей лица в алкогольном опьянении тяжёлой степени и алкогольной коме доставляются сотрудниками скорой медицинской помощи в токсикологические (при их отсутствии — в реанимационные или терапевтические) отделения, а лица в средней и лёгкой степени опьянения — в терапевтические отделения по месту прописки или по месту обнаружения. При этом именно лица в средней степени алкогольного опьянения представляют наибольшую угрозу здоровью и жизни медиков (преимущественно женщин, которые преобладают среди персонала терапевтических отделений), а также представляют угрозу для других пациентов и больничного имущества.
В 2012 году некоторые представители российских органов внутренних дел связывали всплеск преступности именно с закрытием спецмедучреждений. В 2017 году спикер верхней палаты парламента Валентина Матвиенко приводила статистику о том, что каждое третье преступление в России совершается пьяными и что в климатических условиях России до 10 000 человек ежегодно замерзают в состоянии алкогольного опьянения: «Если бы в соответственных учреждениях такие люди получили приют и первичную медико-санитарную помощь, то их удалось бы спасти».

### Воссоздание вытрезвителей в России
В марте 2019 года министерство здравоохранения поддержало законопроект о воссоздании в России вытрезвителей. В декабре 2020 года Государственная дума приняла закон, предоставляющий регионам Российской Федерации право открывать вытрезвители на основе государственно-частного партнёрства.

## Методы вытрезвления
Типовой процедурой в советских вытрезвителях являлось помещение задержанного под холодный душ.
В упомянутом выше постановлении 1985 года также был предусмотрен метод вытрезвления с помощью инъекции комплекса витаминов.

## Принудительное вытрезвление за пределами бывшего СССР
В странах Западной Европы пьяных задерживают лишь при нарушении порядка, однако существуют благотворительные службы, которые на добровольной основе могут доставить человека домой. Их активность особенно проявляется в холодное время года. В отдельных регионах применяются более жёсткие меры воздействия: например, цюрихская полиция вправе задерживать пьяных на улицах и доставлять их для вытрезвления в специальный «отель», пребывание в котором обойдётся в 450—600 франков за ночь.
Идея создания центров для восстановления после приёма алкоголя (alcohol recovery centre) получила поддержку руководства британской полиции в 2013 году. Первое подобное учреждение открылось в Бристоле, практика была позаимствована и в других частях Великобритании.
По состоянию на 2013 год в Польше действуют 52 учреждения для ночёвки пьяных (izba wytrzeźwień), через которые за год проходит около 300 000 человек. Пьяные подвергаются задержанию только при наличии оснований беспокоиться за их жизнь (нахождение рядом с железнодорожными путями, сильный мороз). Полиция должна доставить их домой, и только при невозможности установить адрес или при сопротивлении со стороны задержанных — отправить в вытрезвитель. Такие учреждения называют в Польше самыми дорогими гостиницами, поскольку за пребывание они взимают максимально допустимый тариф (80 $ за сутки пребывания).
В Канаде действует служба «Красный нос», которая доставляет выпивших людей до места их проживания, взимая при этом плату. Если же клиент находится в стадии глубокого опьянения, его доставляют в медицинское учреждение. Подобная служба действует и в Швеции.
В США в большинстве штатов полиция не имеет права задерживать лиц в нетрезвом состоянии, если те не совершают противоправных действий (спят на скамейке, идут пьяной походкой и т. д.), так как это считается нарушением прав человека. В северных штатах зимой погибает или получает обморожение значительное количество людей. В прежние времена (в 1940-е гг.) пьяных задерживали и доставляли для вытрезвления в специальные камеры полицейского участка (англ. drunk tanks).

## Культурные аллюзии
Вытрезвители фигурируют в многочисленных советских песнях («Милицейский протокол» В. Высоцкого, «Мент» группы «Сектор Газа»), кинофильмах («Осенний марафон», «А поутру они проснулись», «Сто грамм для храбрости», «Афоня», «Витя Глушаков — друг апачей», «Про бизнесмена Фому», «Опекун», «Вход в лабиринт») и даже в компьютерных играх («Петька 6: Новая реальность»).